# Devorador de corazones
Devorador de corazones es el tercer álbum de estudio de la banda argentina La Portuaria, editado en 1993. El álbum obtuvo un éxito mucho más masivo que su álbum anterior de 1991. La influencia del hot jazz y de la música de fusión latina es más perceptible; gracias al impulso dado por el corte epónimo y por "Selva" obtuvo un Disco de Oro pocos meses después de su lanzamiento.

## Grabación y lanzamiento
Luego de Rosas Rojas de 1989 y Escenas de la vida amorosa, en 1993 llegaría el gran suceso para La Portuaria con el lanzamiento del disco Devorador de Corazones. El primer corte “Selva” fue, a la postre, el mayor hit de la banda. Dentro de la movida conocida como World Beat, la banda de Frenkel desarrollaba una fusión entre lo latino con el jazz, dando una interesante mezcla. Además de “Selva” también se desprenden otros buenos temas como “Nada es Igual”, la hermosa "En la punta de un cabo", una interesante versión de "Zamba de mi esperanza" o “Devorador de Corazones”.  Sin tanta repercusión “Nena de la Lluvia” es otra interesante composición. El disco aborda diferentes estilos, desde el jazz con “Jam sesión”, el ska con “Portuaria Mix” o el pop “En la punta de un cabo”. Esa combinación de estilos caracterizó a esta buena banda que se mantendría en la escena del rock argentino durante gran parte de la década de los noventa.

## Lista de canciones
| N.º | Título                   | Escritor(es)                                          | Duración |  |
| 1.  | «Devorador de corazones» | La Portuaria                                          | 4:25     |  |
| 2.  | «Selva»                  | Diego Frenkel · Christian Basso                       | 4:09     |  |
| 3.  | «Nada es igual»          | Diego Frenkel                                         | 2:58     |  |
| 4.  | «Miedo»                  | Diego Frenkel · Christian Basso                       | 6:13     |  |
| 5.  | «La grieta»              | Diego Frenkel · Christian Basso                       | 3:13     |  |
| 6.  | «En la punta de un cabo» | Diego Frenkel · Víctor Winograd                       | 4:04     |  |
| 7.  | «Alguna vez»             | Diego Frenkel · Víctor Winograd                       | 2:26     |  |
| 8.  | «Portuaria mix»          | La Portuaria                                          | 3:58     |  |
| 9.  | «Me quedo contigo»       | Diego Frenkel                                         | 3:06     |  |
| 10. | «Paso a paso»            | Diego Frenkel · Christian Basso · Sebastián Schachtel | 3:59     |  |
| 11. | «Nena de la lluvia»      | Diego Frenkel                                         | 5:16     |  |
| 12. | «El pan de cada día»     | D. Frenkel · C. Basso · S. Schachtel · V. Winograd    | 4:14     |  |
| 13. | «Zamba de mi esperanza»  | Luis Morales                                          | 5:41     |  |
| 14. | «Jam Session»            | La Portuaria                                          | 11:52    |  |

## Integrantes
- Diego Frenkel: voz, guitarra
- Christian Basso: bajo, contrabajo, coros
- Sebastian Schachtel: órgano, teclados, acordeón, coros
- Víctor Winograd: batería y timbaletas
- Axel Krygier: saxo alto, barítono, flauta, acordeón, coros
- Alejandro Terán: saxo tenor, clarón, viola